# Participantes Paralímpicos Independientes en los Juegos Paralímpicos de Barcelona 1992
El equipo de los Participantes Paralímpicos Independientes, delageción formada por competidores de Yugoslavia, estuvo representado en los Juegos Paralímpicos de Barcelona 1992 por un total de 16 deportistas, 13 hombres y tres mujeres.

## Medallistas
El equipo paralímpico obtuvo las siguientes medallas:
| Nombre              | Deporte       | Evento                        |
| ------------------- | ------------- | ----------------------------- |
| Oro                 |               |                               |
| Nada Vuksanović     | Atletismo     | Disco B2 femenino             |
| Nenad Krišanović    | Natación      | 50 m braza SB2 masculino      |
| Branimir Jovanovski | Tiro          | Pistola de aire SH1 masculino |
| Ružica Aleksov      | Tiro          | Pistola de aire SH1-3 mixto   |
| Plata               |               |                               |
| Nada Vuksanović     | Atletismo     | Peso B2 femenino              |
| Nenad Krišanović    | Natación      | 50 m mariposa S3-4 masculino  |
| Radomir Rakonjac    | Tiro          | Pistola de aire SH1 masculino |
| Bronce              |               |                               |
| Zlatko Kesler       | Tenis de mesa | Individual 3 masculino        |